# Academy of Comic Book Arts
L'Academy of Comic Book Arts était une association fondée en 1970 par les éditeurs de comics et dont le but premier était de faire évoluer la perception des comics par la société américaine. Lorsque Neal Adams en devint le président, il en fit un outil pour réclamer une plus grande considération des artistes par les éditeurs, une reconnaissance de leurs droits sur leurs créations et une meilleure rétribution grâce au partage des royalties. L'association disparaît en 1975.

## Historique
En 1970, un groupe de professionnels de comics décide de créer une association dont le but serait de discuter du medium et de le promouvoir. Le premier président est Stan Lee (éditeur chez Marvel Comics et Dick Giordano (responsable éditorial chez DC Comics) est le vice-président. Des réunions régulières ont lieu et une fois l'an des prix, les prix Shazam sont décernés. Lorsque Neal Adams devient le président de l'association, il met en avant les conditions de travail des auteurs. Neal Adams, qui dirigeait son propre studio, craignait peu les représailles des éditeurs et il était déjà connu pour soutenir Jerry Siegel et Joe Shuster dans leur conflit judiciaire contre DC Comics. Quoique certaines avancées soient obtenus comme l'accès à un régime d'assurance pour les créateurs indépendants, l'ACBA ne parvient pas à faire céder les éditeurs sur de nombreux points. Les litiges liés au droit d'auteur dureront encore des années rythmés par des procés, des départs d'artistes, etc,.

## Prix Shazam
Les prix Shazam (anglais : Shazam Awards) étaient des prix de bande dessinée remis de 1971 à 1975 par l'Academy of Comic Book Arts pour des œuvres publiées l'année précédent la remise du prix.

## Liste des prix
Lire que Sam Rosen a obtenu en 1971 le prix Shazam 1970 du meilleur lettreur.

### Auteurs
Meilleur dessinateur
Les dessinateurs d'histoires humoristiques (H) et réalistes (R) sont distingués.
- 1971 (H) : Bob Oksner (DC Comics)
- 1971-2 (R) : Neal Adams
- 1972 (H) : Dan DeCarlo
- 1973-4 (R) : Berni Wrightson
- 1974-5 (H) : Marie Severin
- 1975 (R) : John Buscema

Meilleur scénariste
Les scénaristes d'histoires humoristiques (H) et réalistes (R) sont distingués.
- 1971 (H) : Carl Barks, Junior Woodchucks (Gold Key Comics)
- 1971 (R) : Dennis O'Neil
- 1972 (H) : John Albano
- 1972 (R) : Roy Thomas
- 1973 (H) : Marv Wolfman
- 1973 (R) : Len Wein
- 1974 (H) : Stu Schwartzberg et Steve Skeates
- 1974-5 (R) : Archie Goodwin
- 1975 (H) : Steve Skeates

Meilleur encreur
Les encreurs d'histoires humoristiques (H) et réalistes (R) sont distingués.
- 1971 (H) : Henry Scarpelli (DC Comics)
- 1971 (R) : Dick Giordano
- 1972 (H) : Henry Scarpelli
- 1972 (R) : Dick Giordano
- 1973 (H) : Sergio Aragonés
- 1974-5 (H) : Ralph Reese
- 1974-5 (R) : Dick Giordano

Meilleur lettreur
- 1971 : Sam Rosen
- 1972 : Gaspar Saladino
- 1973 : Non attribué
- 1974 : Gaspar Saladino
- 1975 : John Costanza

Meilleur coloriste
- 1971 : Jack Adler (DC Comics)
- 1972 : Tatjana Wood
- 1973 : Non attribué
- 1974 : Glynis Wein
- 1975 : Tatjana Wood

Meilleur auteur étranger
- 1971 (Best Foreign Title) :  Esteban Maroto pour Legionarios del Espacio
- 1972 (Best Foreign Artist) :  Frank Bellamy
- 1974 (Best Foreign Comic Series) :  Jean Giraud et Jean-Michel Charlier pour Blueberry

Meilleur nouveau talent (Outstanding New Talent)
- 1971 (Best New Talent) : Barry Smith (Marvel Comics)
- 1972 : Michael Kaluta et Richard Corben
- 1974 : Walt Simonson et Jim Starlin
- 1975 : Craig Russell

Réalisation individuelle extraordinaire
Le prix a été intitulé « Outstanding Achievement by an Individual » en 1971, «  Special Achievement by an Individual' » en 1972-1973 et « Superior Achivement by an Individual » en 1974-5.
- 1971 : Jim Steranko pour The Steranko History of Comics
- 1972 : Jack Kirby pour Le Quatrième Monde
- 1973 : Julius Schwartz « pour avoir fait revivre la famille Shazam »
- 1974 : Richard Corben
- 1975 : Roy Thomas

Prix spécial
- 1971 (Special Recognition outside the Field) : Nostalgia Press pour ses rééditions de comic strip
- 1971 (Special Plaque) : Stan Lee, « pour avoir créé l'ACBA »
- 1972 (Special Recognition) : Gil Kane, pour Blackmark (en), « son roman en bande dessinée relié »
- 1973 (Special Award), Gerda Gattel, pour « la chaleur qu'elle apporte à notre histoire »

### Œuvre
Meilleure série (Best Continuing Feature)
- 1971 : Green Lantern/Green Arrow (DC Comics)
- 1972 : Conan the Barbarian (Marvel)
- 1974 : Swamp Thing (DC Comics)
- 1975 : Conan the Barbarian (Marvel)

Meilleure histoire (Best Individual Story)
- 1971 : Dennis O'Neil & Neal Adams, « No Evil Shall Escape My Sight », dans Green Lantern/Green Arrow n°76 (DC Comics)
- 1972 : Dennis O'Neil et Neal Adams, « Snowbirds Don't Fly », dans Green Lantern/Green Arrow n°85 (DC Comics)
- 1973 : Len Wein et Berni Wrightson, « Dark Genesis », dans Swamp Thing n°1 (DC Comics)
- 1974 : Roy Thomas & Barry Windsor-Smith, « Song of Red Sonja », dans Conan the Barbarian n°24 (Marvel)
- 1975 : Archie Goodwin et Walter Simonson, « Götterdämmerung », dans Detective Comics n°443 (DC Comics)

Meilleur récit court (Best Individual Short Story)
- 1973 : John Albano et Jim Aparo, « The Demon Within », dans House of Mystery n°201 (DC)
- 1974 : Archie Goodwin et Walt Simonson, « The Himalayan Incident (Manhunter)  », dans Detective Comics n°437 (DC)
- 1975 : Archie Goodwin et Walt Simonson, « Cathedral Perilous (Manhunter) », dans Detective Comics n°441 (DC)

Meilleure histoire humoristique (Best Humor Story)
- 1973 : Steve Skeates et Sergio Aragones, « The Poster Plague », dans House of Mystery n°202 (DC)
- 1974 : Steve Skeates et Bernie Wrightson, « The Gourmet », dans Plop! n°1 (DC Comics)
- 1975 : Marv Wolfman et Marie Severin, « Kaspar the Dead Baby », dans Crazy n°8 (Marvel)

### Temple de la renommée
- 1971 : Jerry Siegel et Joe Shuster
- 1972 : Will Eisner
- 1974 : Carl Barks
- 1975 : Jack Kirby